# Ibarādo Jikan
Ibarādo Jikan (イバラード時間) é um curta-metragem animado japonês de 2007, com direção de Naohisa Inoue, a história do filme é ambientada no mundo imaginário de Iblard. A obra foi lançada no Japão em DVD e Blu-ray em 4 de julho, como parte da "'Ghibli ga Ippai Collection".

## Sinopse
O filme apresenta os acontecimentos simples no mundo Iblard, composta por curtas em sequência.